# 揚崔河
揚崔河是俄羅斯的河流，屬於上安加拉河的左支流，由布里亞特共和國負責管轄，河道全長87公里，流域面積1,090平方公里，河水主要來自雨水和融雪，每年十月至翌年五月結冰。